# Christian Älvestam
Christian Älvestam, född 14 april 1976 i Tibro församling, är en svensk sångare, kompositör, och gitarrist. Han medverkar i flera band, och har dessutom gjort gästframträdanden på ett antal album. Älvestam är mest känd för sina sånginsatser på death metal-bandet Scar Symmetrys tre första skivor; Symmetric in Design, Pitch Black Progress och Holographic Universe. I april 2010 utgavs Solution .45:s debutalbum For Aeons Past med Älvestam som vokalist.

## Band

### Nuvarande band
- The Few Against Many – sång och gitarr[1]
- Incapacity – gitarr
- Miseration – sång
- Quest of Aidance – rytmgitarr
- Red Skies Dawning – sång
- Solution .45 – sång
- Torchbearer – gitarr
- Unmoored – gitarr och sång
- Svavelvinter – sång, gitarr, bas, trummor

### Tidigare band
- Angel Blake - gitarr, bakgrundssång
- Carnalized
- Scar Symmetry – sång
- Solar Dawn - sång, bas
- Syconaut - gitarr

## Diskografi
- Bleed – Retribution
- The Few Against Many – Sot
- Incapacity – 9th Order Extinct
- Incapacity – Chaos Complete
- Jara Wynja – Desideratum
- Jara Wynja – The Festival of Fools
- Miseration – Your Demons, Their Angels
- Quest of Aidance – Dark Are the Skies at Hand
- Quest of Aidance – Fallen Man Collection
- Quest of Aidance – Human Trophy
- Scar Symmetry – Symmetric in Design
- Scar Symmetry – Pitch Black Progress
- Scar Symmetry – Holographic Universe
- Solar Dawn – Equinoctium
- Solar Dawn – Frost-Work
- Solution .45 – Promo 2008
- Solution .45 – For Aeons Past 2010
- Solution .45 - Nightmares In The Walking State 2015
- Syconaut – March of a New Division
- Torchbearer – Warnaments
- Torchbearer – Yersinia Pestis
- Unmoored – Indefinite Soul Exctinction
- Unmoored – Promo 2001
- Unmoored – Kingdoms of Greed
- Unmoored – Cimmerian
- Unmoored – More to the Story Than Meets the Eye
- Unmoored – In the Shadows of the Obscure
- Unmoored – Wood-Chuck Tune

### Gästframträdanden
- Universum - sång på spåren "Fractured Archetype", "Sum Of The Universe" och "2.0" från albumet Mortuus Machina
- Bloodbath – sång på spåret "Iesous" från albumet The Fathomless Mastery
- Deadlock – sång på spåret "Dying Breed" från albumet Manifesto
- Nuclear Blast Allstars – sång på spåret "The Overshadowing"
- The Project Hate MCMXCIX – sång på spåren "You Come to Me Through Hell" och "The Locust Principles" från albumet The Lustrate Process
- Zonaria – sång på spåret "Attending Annihilation" från albumet Infamy and the Breed
- Demon Hunter - sång på spåret "Just Breathe" från albumet The World Is A Thorn
- Henrik B - sång på spåret "Now and Forever"
- Disarmonia Mundi - sång på spåret "Ringside Seat To Human Tragedy" från albumet Mind Tricks